# Aciphus singularis
Aciphus singularis es una especie de coleóptero de la familia Salpingidae.

## Distribución geográfica
Habita en Argentina.